# Rue Rottembourg
La rue Rottembourg est une voie située dans le quartier de Bel-Air du 12e arrondissement de Paris.

## Situation et accès
La rue Rottembourg est desservie à proximité par la ligne 8 du métro de Paris à la station Michel Bizot et la ligne 3a du tramway d'Île-de-France à la station Montempoivre.

## Origine du nom
Elle tient son nom du général et baron Henri Rottembourg (1769-1857), en raison du voisinage de la rue Militaire.

## Historique
Cette rue est notée sur les plans cadastraux de 1813 de la ville de Saint-Mandé comme « rue des Vaches » puis devint plus tard la « rue de la Vallée-de-Fécamp ». Elle a été réellement ouverte au début des années 1860 sur le tracé de la ruelle de l'Église entre les lieux-dits des Coucous et des Fonds de Picpus.
Elle recouvre le ru de Montreuil.
Le 11 mars 1918, durant la première Guerre mondiale, le no 8 rue Rottembourg est touché lors d'un raid effectué par des avions allemands.
- La rue Rottembourg après le bombardement du 11 mars 1918

## Bâtiments remarquables et lieux de mémoire
- no 8 : immeuble de 1903 (architecte Gustave Poirier)[4].
- Au no 20, la Société mycologique de France.
- Au no 34, Florentin Champel (1881-1949) y est mort.
- La rue passe sous les voies de la ligne de Petite Ceinture à son point de jonction avec la ligne de Vincennes.
- Accès au square Charles-Péguy.
- Elle débouche sur le lycée Paul-Valéry situé sur l'autre côté du boulevard Soult.